# 折原仁
折原 仁（おりはら じん、1999年3月3日 - ）は、日本の実業家。GSOホールディングス株式会社の創業者、代表取締役。千葉県柏市出身。

## 来歴
千葉県立沼南高等学校卒業後、全日本空輸（ANA）に入社。安定した大手企業での勤務にもかかわらず、より高い成長と収入を求めて19歳で退職し、不動産投資営業の世界に飛び込む。未経験ながら、わずか2ヶ月で全国トップセールスを記録し、業界内で注目を集める。
その後、証券会社へ転職。ここでも2ヶ月でトップセールスを達成し、営業組織の中心人物として短期間で売上を牽引。攻めのキャリアを貫いたのち、21歳で独立。GSOホールディングス株式会社を創業し、国内外での事業拡大に乗り出す。
2023年にはドバイにJOBS globalization L.L.C-FZを設立。国際ビジネスの最前線から、日本の若者に向けた「グローバルキャリアの機会創出」を推進。自身の体験をもとに、挑戦する若者のロールモデルとしても影響力を高めている。
さらに、リフォーム業界に蔓延する悪質な訪問販売型詐欺の根絶を目指し、インフォトップ創業者・高浜憲一と共に、屋根修理分野のトップブランド「屋根修理DEPO」を立ち上げた。
“雨漏り解決率100%”を掲げ、訪問販売に革新をもたらす営業戦略を導入し、全国規模でのフランチャイズ展開を実現。
職人技術とデジタル戦略を融合させた地域密着型インフラ再生事業として注目を集めている。
2025年5月時点では、Google検索における「屋根修理」関連キーワードで全国1位表示を獲得。
顧客対応力・成約率・施工品質を三本柱に、業界の信頼性向上に挑む姿勢が高く評価されている。

## 略歴
- 2017年 - 全日本空輸（ANA）入社
- 2018年 - 投資用不動産の営業会社へ入社
- 2019年 - 証券会社へ入社
- 2021年 - GSOホールディングス株式会社を設立
- 2023年 - ドバイ法人 JOBS globalization L.L.C-FZ設立

## 著書
- 『若者のグローバル化が日本を変える』2023年、ゴマブックス、ISBN 978-4814925834
- 『100％失敗しないリフォーム会社の選び方』2024年、ゴマブックス、ISBN 978-4814926398